# 黄身胎鳚
黄身胎鳚（学名：Springeratus xanthosoma）为辐鳍鱼纲鳚形目胎鳚科胎鳚属的鱼类，俗名黄鳚。该物种主要分布于印度洋和西太平洋海域，包括台湾、日本、印尼、菲律宾等，本鱼体中等延长，侧扁，口裂斜，鳃孔宽，鳃丝脱离峡部，每只眼上方都有一个小鼻触须和一个流苏状扇形触手，体色红褐色，侧面有5-6条散布的横带，与上下两侧的大而凹凸不平的浅色斑点相连，并延伸至棕色的背鳍，稚鱼通常为红褐色，下后眼缘后有珍珠白色的横带，体具嵌入皮肤的小圆鳞，背鳍硬棘30枚、背鳍软条4-5枚、臀鳍硬棘2枚、臀鳍软条19-21枚，体长可达8.2厘米，栖息于沿岸海藻床，常见于潮池，模式产地在爪哇。